# Adser Hansen Blume
Adser Hansen Blume (28. november 1804 i Mølby, Spandet Sogn – 19. august 1876) var en dansk præst og politiker.
Han var søn af kniplingshandler, senere degn Villads Jensen og Maren Adsersdatter, blev opdraget hos sin farbroder, herredsfoged Niels Jensenius Blume i Roskilde, hvor han blev student fra Roskilde Katedralskole 1823. 1829 blev han teologisk kandidat. Blume blev sognepræst i Mejrup Sogn og førstelærer ved Borgerskolen i Holstebro 1832, fra 1836 i Ølby-Asp-Fousing Pastorat og fra 1848 i Stubbekøbing-Maglebrænde Pastorat. Han blev provst for Fuglse Herred 8. december 1861 og Ridder af Dannebrog 7. maj 1874.
Han stillede sig til folketingsvalget i Maribo Amts 5. kreds (Stubbekøbingkredsen) 4. december 1849 og 4. august 1852, men blev ikke valgt. Han blev senere valgt til 2. landstingsmand for 5. kreds (Lolland-Falster) 3. juni 1853, men nedlagde sit mandat 22. august 1854.